# Rana chensinensis
Rana chensinensis é uma espécie de anfíbio anuro pertencente ao género Rana.
É uma espécie asiática, distribuida desde a Federação Russa até à Coreia. É uma espécie que é utilizada na medicina tradicional chinesa, sendo feita a sua reprodução em cativeiro, em viveiros próprios para esse fim.
Habita florestas montanhosas, especialmente junto a zonas húmidas como rios, charcos